# وایتناو
وایتناو (به آلمانی: Weitnau) یک شهر در آلمان است که در ابرالاگوی واقع شده‌است. وایتناو ۵٬۲۱۷ نفر جمعیت دارد.